# HD 48948
HD 48948とは、やまねこ座の方向に存在するK型主系列星で、59.393ミリ秒角の視差により約55光年離れているとされている。見かけの等級は8.58と暗く、肉眼での観測は不可能である。
この恒星はK3Vに分類されており、核で水素を融合してヘリウムにしている主系列星に分類される。推定年齢は115億年で、質量と半径はいずれも太陽の約0.68倍である。表面の有効温度は4,593ケルビンで、K型恒星の特徴であるオレンジ色の輝きを放っている。
| 太陽 | HD 48948  |
| ---- | --------- |
| 太陽 | Exoplanet |

## 惑星系
2024年、HARPS-N分光器によるドップラー分光法を用いた観測により、HD 48948の周囲を公転している3つの太陽系外惑星が発見された。2013年10月6日から2023年4月16日までの9.5年間にわたる189回の観測から、それぞれの公転周期は7.3日、38日、151日と算出された。3つの惑星のうち、最も外側の惑星であるHD 48948 dは質量が10.59±1.00 地球質量のスーパーアースで、ハビタブルゾーン内に位置している。これは、F型、G型、K型の恒星のハビタブルゾーン内を公転する最も近い既知のスーパーアースであり、他の近い例はHIP 38594 bとHD 216520 cのみである。
| 名称 （恒星に近い順） | 質量           | 軌道長半径 （天文単位） | 公転周期 (日)       | 軌道離心率         | 軌道傾斜角 | 半径 |
| --------------------- | -------------- | ----------------------- | ------------------- | ------------------ | ---------- | ---- |
| b                     | >4.88±0.21 M⊕  | 0.0652±0.0005           | 7.34013±0.00040     | 0.078+0.058 −0.050 | —          | —    |
| c                     | >7.27±0.70 M⊕  | 0.1951±0.0016           | 37.920+0.026 −0.024 | 0.22+0.10 −0.11    | —          | —    |
| d                     | >10.59±1.00 M⊕ | 0.4894±0.0042           | 150.95+0.45 −0.41   | 0.12+0.12 −0.08    | —          | —    |